# گونگتانگ
گونگتانگ (به لاتین: Gongtang) یک شهرک در جمهوری خلق چین است که در Damxung County واقع شده‌است. گونگتانگ ۴٬۸۰۰ نفر جمعیت دارد.